# 王道
王道，儒家認為作為君主應該推行的統治方法。其核心是以道德與仁義為基礎，實現國家的治理。

## 簡介
所謂王道，要而言之，就是依正義與仁愛行政；與之相反是覇道，以武力與權力壓制民眾、統治人民:202。王道代表者孟子尤為重視《春秋》，特別強調「王道」與「霸道」之別:202。孟子認為，君主實行王道稱為王者，與霸主相對；與同時期法家韓非主張「霸道」形成對比。
《春秋》等儒家經典思想，君主應以王道統治人民，須由民意，即下方人民支持；與也許更重要之天意，即能反映民意之形而上之天之意志，來保證其正當:203。亦即君主代表上天，依天命君臨萬民，因此才稱天子，即天之子:203。
治世的帝王表面都崇尚王道，然而他們實行的其實是切合現實的王霸之道，即高壓與懷柔並重，王道與霸道的混合，也就是所谓的「外儒内法」，而非如傳統文人以為的獨尊儒術。

## 孟子的王道论
孟子的王道是以性善论为基础的，《孟子·公孙丑上》：“人皆有不忍人之心，先王有不忍人之心，斯有不忍人之政矣，以不忍人之心，行不忍人之政，治天下运诸掌。”

### 王道与霸道
孟子认为“以德服人者，中心悦而诚服也”，王道主义即学习古代圣人的做法，崇尚德治，使人“心悦诚服”。

### 王道主义的作用
首先，实行王道可以达到“人和”。“人和”就是人和之心。只有实行王道，才能团结一致，众志成城，因此“人和”首先是政治上的意义。
其次，实行王道可以“多助”。政治上行动正确，有了道义的支持，赞同的人就多，直至天下归顺。“得道者多助”
最后，实行王道可以“战必胜”，也叫做“仁者无敌”。由于有了人和、多助，赢得了民心，国家的力量自然就强了。那么去攻打不实行王道的国家，自然就“战必胜”了。
霸道，与王道相反，霸道是崇尚武力，靠军事力量让其他国家不得不服从的思想观念。
在孟子看来，霸道不是治理国家的好办法，因为霸道只能得民力，不能得民心；只能以力服人，不能以心服人；只能得势一时，而不能长治久安。追求霸道必然后患无穷。

### 王道的主要特征
王道就是仁政，推行王道就是推行仁政。王道主义作为一种政治形式，有着明显的道德特征。
王道要求君王有较高的道德品质，因为这种观点认为君王的德性与政治的实际结果有一种因果联系。
实行王道并不表示摒弃刑法，政治运作不仅需要道德，同时也需要必要的刑法。但对于罪人，以教育为主。

### 民贵君轻
民贵君轻是孟子提倡王道主义时的一个重要政治原则。
孟子认为，在统一天下的过程中，君主、国家都是次要的，只有民最为重要，得民心者得天下。孟子认为，在诸侯国争斗中，如果能够实行仁政，就能得民心，也因此得天下。
衡量政治得失的标准完全在于是否符合民心的要求，如果君主昏庸、政治腐败，庶民也应该有革命的权利。
为了说明民贵君轻的合理性，孟子还借助于天的力量。孟子认为，天意和民意是相通的，天意的真正意义在于民意。民意是天意的代表。只有这个意义上才能理解“得民心得天下”。

## 起源與轉化
「王道」之「王」字，乃是商朝才開始使用以代表君主權威，在商朝之前的夏朝是稱君主為「帝」。「王」的甲骨文字形，是一刃部下向之斧形，以主刑殺之斧鉞象徵王者之權威；其初始原義可能相關統治者的刑殺威權之道。

然而周朝承繼商朝使用「王」稱，經過時代思潮轉化，「王」字脫去斧刃之形，而其意義轉換成為良善統治的崇高理想，到了春秋末期的老子與孔子已有崇尚「王道」理想之言論記載。至於漢初董仲舒《春秋繁露‧王道通三》更是發揮道德想像，而解釋「王」字意義為：
古之造文者，三書而連其中，謂之王。三書者，天地與人也，而連其中者，通其道也。取天地與人之中以為貫而參通之，非王者孰能當是？
董仲舒的解釋，其實是取其字的樣子，上一橫代表天，中一橫代表人，下一橫代表地，一豎代表天地人合一的概念。東漢許慎《說文解字》接續其說，再加上查無出處的孔子言論，而解釋「王」字：
王：天下所歸往也。董仲舒曰：「古之造文者，三畫而連其中，謂之王。」三者，天、地、人也，而參通之者王也。孔子曰：「一貫三為王。」
後世解釋也就認為，儒學追求自我修身成己，進而齊家治國平天下成物，要達到最高效果必須天時地利人和，只有這樣才能達到王道；與大部份人對王道的誤解，以為「王」指得是帝王霸王完全無關。

## 出處
- 『無偏無黨，王道蕩蕩；無黨無偏，王道平平；無反無側，王道正直。』《尚書‧洪範》(可能後人編造偽經)
- 『孔子曰：「吾觀於鄉，而知王道之易易也。」』《禮記‧鄉飲酒義》
- 『老子曰：「執一無為，因天地與之變化，…盈而不虧，所以長守富也，高而不危，所以長守貴也，富貴不離其身，祿及子孫，古之王道其於此矣。」』《文子‧九守‧道德》
- 『子思曰：「狄人攻大王，大王召耆老而問焉，曰『狄人何來？』…大王曰『宗廟者、私也，不可以吾私害民。』遂杖策而去，過梁山，止乎岐下，豳民之束脩奔而從之者三千乘。一止而成三千乘之邑，此王道之端也。…」』《孔叢子‧居衛》
- 『穀與魚鱉不可勝食，材木不可勝用，是使民養生喪死無憾也。養生喪死無憾，王道之始也。』《孟子·梁惠王上》
- 『以不敵之威，輔服人之道，故不戰而勝，不攻而得，甲兵不勞而天下服，是知王道者也。』《荀子‧王制》